# Romulus Chihaia
Romulus Chihaia (n. 14 martie 1952, Galați, România) este un fost fotbalist român de fotbal.
A jucat pentru echipele:
- Oțelul Galați (1969-1971)
- FC Galați (1971-1972)
- Sportul Studențesc (1972-1985)

A antrenat echipele:
- Sportul Studențesc (1990-1991)
- Sportul Studențesc (1991-1992)
- FC Național București (1991-1992)
- Sportul Studențesc (1994-1995)
- Sportul Studențesc (1997-1998)
- FC Național București (2006-2007)

## Legături externe
- Romulus Chihaia la romaniansoccer.ro
- Romulus Chihaia la NFT